# 張季珣
张季珣（590年—617年），京兆郡（治今陕西西安）人，隋朝将领，張祥之子。
张季珣年轻时慷慨，有志节。大业末年，为鹰击郎将，他的官署依靠箕山为天险，与洛口相连接。李密、翟让攻陷洛口仓城，派人叫他归降。张季珣用尽骂人的话大骂李密，李密大怒，派兵攻打，连年不能攻克。当时李密麾下数十万在其城下，张季珣四面隔绝，所领属下不过数百人，但是坚守之心更加坚定，誓言必死。经过三年，军资用尽，柴草都找不到了，拆屋烧火，人们都穴居，张季珣巡察安抚，没有离叛。粮尽，士卒病弱不能战，于是城陷。张季珣坐在堂中，神色自若，李密派兵擒拿押送。瓦岗军拖着张季珣让他拜见李密，张季珣说：“我虽为败军之将，还是天子爪牙之臣，怎能向贼人下拜！”李密认为他有气节放了他。翟让从他那里索要金子没有得到，于是杀了他，时年二十八岁。